# Isidro Casanova
Isidro Casanova är en ort i Argentina.   Den ligger i provinsen Buenos Aires, i den centrala delen av landet, 22 km väster om huvudstaden Buenos Aires. Isidro Casanova ligger 26 meter över havet och antalet invånare är 186 000.
Terrängen runt Isidro Casanova är mycket platt. Runt Isidro Casanova är det mycket tätbefolkat, med 2 181 invånare per kvadratkilometer.. Närmaste större samhälle är Morón, 5,8 km nordväst om Isidro Casanova.
Runt Isidro Casanova är det i huvudsak tätbebyggt.